# Qındırğa
Qındırğa è un comune dell'Azerbaigian situato nel distretto di Qax. Conta una popolazione di 105 abitanti.